# Cosmophasis tricincta
Cosmophasis tricincta là một loài nhện trong họ Salticidae.
Loài này thuộc chi Cosmophasis. Cosmophasis tricincta được Eugène Simon miêu tả năm 1910.